# Hobro IK
Hobro Idræts Klub (eller Hobro IK, HIK) er en dansk idrætsforening fra den nordjyske by Hobro. Klubben blev stiftet den 27. maj 1913 og omfatter fodbold, håndbold og bowling. Klubben har samlet godt 500 medlemmer. Afdelingerne kendes som HIK Fodbold, HIK Håndbold og HIK Bowling.

## HIK Fodbold
Hobro IK Fodbolds førstehold blev i sæsonen 2009/10 nr. 2 i 2. division Vest og sikrede sig dermed et afgørende playoff-opgør om oprykning til 1. division. Modstanderen var B93, der blev besejret i to kampe. I sæsonen 2010/11 kunne HIK Fodbold derfor for første gang i klubbens historie spille i 1. Division. 
Hobro IK rykkede for første gang i klubbens historie op i landets bedste fodboldrække, Superligaen, efter en 2. plads i 1. division i sæsonen 2013/2014.
Hobro IK sluttede sæsonen 2014/15 på en 7. plads i Superligaen.

## HIK Håndbold
HIK Håndbold spiller i Hobro Idrætscenter og er underlagt forbundet Jydsk Håndbold Forbund.
Seniorhåndbolden er samlet i HF Mariagerfjord, hvor også Rosendal IK og HOH 85 indgår. HF Mariagerfjords herrehold befinder sig i Jyllandsserien. 
Folketingspolitikeren Peter Laigaard fik sin seniordebut i Hobro IK.

## Ekstern kilde/henvisning
- http://hobroik.dk/